# Arquenay
Arquenay település Franciaországban, Mayenne megyében. Lakosainak száma 672 fő (2022. január 1.). Arquenay Bazougers, Meslay-du-Maine, Le Bignon-du-Maine, Maisoncelles-du-Maine, Parné-sur-Roc és Saint-Denis-du-Maine községekkel határos.

## Népesség
A település népességének változása:
| Lakosok száma | 456  | 404  | 473  | 624  | 645  | 639  | 638  | 659  | 670  | 672  |
|               | 1968 | 1982 | 1990 | 2006 | 2013 | 2015 | 2017 | 2019 | 2020 | 2022 |